# Hidipo Hamutenya
Hidipo Livius Hamutenya (* 17. Juni 1939 in Odibo, Südwestafrika; † 6. Oktober 2016 in Windhoek) war ein namibischer Politiker. Er war Gründer und langjähriger Präsident der Rally for Democracy and Progress (RDP). Von 2009 bis 2014 war er offizieller Oppositionsführer und trat am 27. August 2015 wieder der regierenden SWAPO bei.
Der Vater von Hamutenya war ein Gründungsmitglied der SWAPO.

## Bildung
Die Schulzeit verbrachte Hamutenya an der St Mary’s Mission School in Odibo sowie am Augustineum von Okahandja. Im Jahr 1960 begann sein politisches Engagement mit der Teilnahme an einem Protestmarsch vom Augustineum nach Windhoek. Danach ging er ins Exil und übernahm eine Aufgabe im SWAPO-Büro in Daressalam sowie für zwei Monate in deren Kairo-Büro. Hamutenya studierte in Bulgarien (1964, abgebrochen) und dann in den USA (Bachelor in Politikwissenschaften an der Lincoln University) und in Kanada (Master in Politikwissenschaften an der McGill University).

## Politische Karriere
Hamutenya war 1975 Gründungsmitglied und Vizedirektor des UN Institute for Namibia in Lusaka, wurde 1976 in das Zentralkomitee sowie  1981 als Sekretär für Information und Öffentlichkeitsarbeit in das Politbüro der SWAPO gewählt. Nach der Unabhängigkeit Namibias von Südafrika 1990 diente Hamutenya als Minister für Kommunikation und Information (Minister of Information and Broadcasting), als Wirtschaft- und Industrieminister (Minister of Trade and Industries) und war außerdem Namibias Außenminister. In der namibischen und in der internationalen Öffentlichkeit verfügte Hamutenya über ein gutes Standing.
2004 galt er als aussichtsreichster Kandidat für die Nachfolge der Präsidentschaft, wurde jedoch aufgrund parteiinternen Unstimmigkeiten am Ende nicht berücksichtigt. Von 2007 bis 8. Dezember 2014 war er Parteipräsident der damals neu gegründeten Partei Rally for Democracy and Progress. Bei der Präsidentschaftswahl in Namibia 2009 erzielte er knapp 11 Prozent der Stimmen, 2014 nur noch 3,39 Prozent.

## Tod
Hamutenya starb am 6. Oktober 2016 in einem Privatkrankenhaus in Windhoek, etwa zwei Monate nachdem er einen Zusammenbruch erlitten hatte. Er erlangte bis zu seinem Tod nicht mehr das Bewusstsein. Am 12. Oktober wurde Hamutenya von Staatspräsident Hage Geingob zu einem Helden erklärt und fand die letzte Ruhe auf dem Heldenacker bei Windhoek.